# Zond 1
Zond 1 è una sonda sovietica appartenente al programma Zond lanciata verso Venere il 2 aprile 1964 alle 02:52:00 UTC dal Cosmodromo di Baikonur. Fu la seconda sonda sovietica a raggiungere Venere con successo.

## La sonda
La Zond 1 era costituita da una sonda madre e da una capsula per l'atterraggio.
La sonda principale aveva a bordo un magnetometro, un sensore per le micrometeore, sensori per i raggi cosmici, uno spettrometro per analizzare la riga Lyman-alfa dell'idrogeno atomico e sensori per gli ioni.
La capsula per l'atterraggio era un'unità sferica di 90 cm, progettata per atterrare nel lato notturno di Venere. Essa conteneva esperimenti per analizzare l'atmosfera, effettuare misurazioni gamma della superficie rocciosa, sensori per temperatura, densità e pressione, analizzatori per le caratteristiche chimiche e di conducibilità dei gas, un fotometro e un sensore per il movimento e le oscillazioni nel caso che la sonda fosse atterrata in un ambiente liquido.
La massa in orbita della sonda senza carburante era di 890 kg.

## La missione
Poco dopo il lancio la sonda cominciò a perdere pressione nel modulo orbitale. Dalla leggera spinta causata dalla fuga di gas, e dal successivo movimento della sonda, si riuscì a determinare che la perdita proveniva da una regione della finestra dei sensori di navigazione che doveva essersi rotta. I sistemi nel modulo orbitale avrebbero potuto funzionare nel vuoto completo, ma un comando inopportuno dato dai sistemi di controllo a terra fece attivare i sistemi radio mentre c'era ancora un'atmosfera rarefatta nello scompartimento e l'effetto corona danneggiò l'elettronica.
Le comunicazioni vennero in seguito effettuate utilizzando la trasmittente situata all'interno del modulo di discesa.
La telemetria venne ricevuta dal 2 aprile al 16 maggio. Due correzioni di rotta vennero eseguite il 14 maggio a una distanza di 13 milioni di km, ma il tentativo di apportare una correzione finale il 30 maggio non ebbe successo e si perse il contatto con la sonda. Qualcuno suppose che la Zond 1 avrebbe potuto essersi schiantata su Venere, ma gli esperti sovietici ritengono che la sonda mancò il pianeta di 100.000 km.